# Minus One
 Minus One, conosciuto anche come Marianne's Wish, è gruppo musicale rock, pop e modern beat greco-cipriota formato nel 2009 come cover band.

## Storia
A seguito di una collaborazione musicale, la band inizia a suonare nel 2009 con il nome di Marianne's Wish, ispirata dal gruppo statunitense dei Methods of Mayhem. Dopo alcuni anni, nel mese di febbraio del 2012 hanno firmato un contratto con la casa discografica Infinity12Records, con la quale hanno pubblicato il loro album di debutto dal titolo Add to wishlist, iniziando il loro primo tour di presentazione a Cipro. Più tardi, nei primi mesi del 2013, hanno partecipato al festival "Hard Rock Rising - the Global Battle of the Bands", classificandosi all'ottava posizione su oltre 12.000 concorrenti di tutto il mondo.
Il 27 febbraio del 2014 hanno pubblicato il loro secondo album intitolato Mind your head, che comprende un totale di undici tracce. Dopo il lancio, sono partiti per un tour negli Stati Uniti e nel Regno Unito, divenendo uno dei gruppi ciprioti più amati e conosciuti a livello internazionale.
Pochi mesi più tardi, nasce il progetto di presentare la canzone Shine alle selezioni nazionali per l'Eurovision Song Contest 2015, dove hanno vinto il premio della giuria, ma classificandosi, dopo il televoto, al terzo posto.
Il 4 novembre 2015 la Cyprus Broadcasting Corporation (CyBC) annuncia che il gruppo rappresenterà Cipro all'Eurovision Song Contest 2016. La canzone che il gruppo canterà sarà realizzata in collaborazione dalla band con il compositore svedese Thomas G:son. Il brano, intitolato Alter Ego, riesce a superare la semifinale e ad entrare tra i 26 partecipanti alla finale del sabato sera, dove si classificarono al 21º posto con 96 punti. Da venerdì 11 novembre entrerà in rotazione radiofonica in Italia il nuovo singolo della band, intitolato Save me.

## Formazione
La band è formata da:
- Francois Micheletto: voce
- Harrys Pari: chitarra
- Constantinos Amerikanos: voce, chitarra
- Antonis Loizides: basso
- Chris J: batteria

## Discografia
Album
2012 - Add to wishlist
2014 - Mind your head